# Placówka Straży Celnej „Buków”

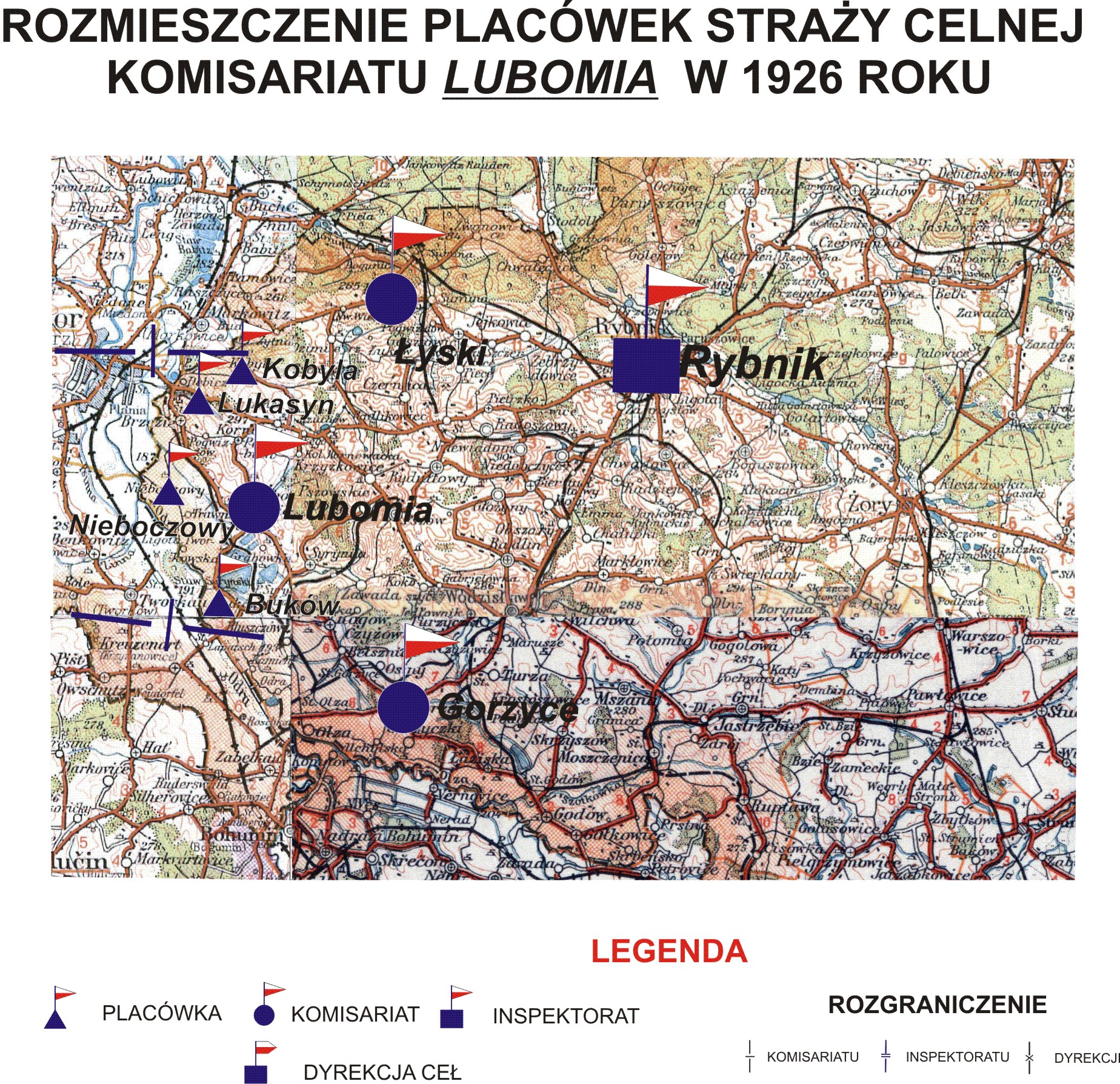
Rozmieszczenie placówek SC Komisariatu Lubomia w 1926

Placówka Straży Celnej „Buków” – jednostka organizacyjna Straży Celnej pełniąca w okresie międzywojennym służbę ochronną na granicy polsko-niemieckiej.

## Formowanie i zmiany organizacyjne
Na wniosek Ministerstwa Skarbu, uchwałą z 10 marca 1920 roku, powołano do życia Straż Celną. Od połowy 1921 roku jednostki Straży Celnej rozpoczęły przejmowanie odcinków granicy od pododdziałów Batalionów Celnych. Proces tworzenia Straży Celnej trwał do końca 1922 roku.
Początek działalności Straży Celnej na Śląsku datuje się na dzień 15 czerwca 1922 roku. W tym dniu polscy strażnicy celni w zielonych mundurach i rogatywkach wkroczyli  na ziemia  przyznane Polsce. W nocy z 15 na 16 czerwca 1922 roku Straż Celna przejęła ochronę granicy polsko–niemieckiej na Śląsku. W ramach Inspektoratu Straży Celnej „Rybnik” zorganizowany został komisariat Straży Celnej „Lubomia”, a w jego składzie placówka Straży Celnej „Buków”  z kierownikiem starszym strażnikiem Marianem Sławkiem. Funkcjonariusze placówek spotykali się przy skrzynce służbowej mieszczącej się w korytarzu względnie w sieni budynków. Początkowo służbę pełniono bez broni. Dopiero w połowie lipca strażnicy uzbrojeni zostali w karabiny włoskie.
W 1926 roku placówki przeniosły swoje siedziby do wynajętych ubikacji. Placówka „Buków” funkcjonowała w budynku szkolnym na pierwszym piętrze.
W drugiej połowie 1927 roku przystąpiono do gruntownej reorganizacji Straży Celnej. W praktyce skutkowało to rozwiązaniem tej formacji granicznej. Ochronę północnej, zachodniej i południowej granicy państwa przejęła powołana z dniem 2 kwietnia 1928 roku Straż Graniczna.
Rozkazem nr 4 z 30 kwietnia 1928 roku w sprawie organizacji Śląskiego Inspektoratu Okręgowego dowódca Straży Granicznej gen. bryg. Stefan Pasławski powołał komisariat Straży Granicznej „Kornowac”. Placówka Straży Granicznej I linii „Buków” znalazła się w jego strukturze.

## Funkcjonariusze placówki
Kierownicy placówki
| stopień          | imię i nazwisko, numer | okres pełnienia służby | kolejne stanowisko |
| ---------------- | ---------------------- | ---------------------- | ------------------ |
| starszy strażnik | Marian Sławek          | był w 1922             |                    |
| przodownik       | Antoni Smoliński (883) | był w 1926             |                    |

Obsada personalna placówki w 1926:
- przodownik Antoni Smoliński (883)
- strażnik Franciszek Wierzchacz (1053)
- strażnik Michał Ciołek (246)
- strażnik Jan Sobczyk (884)
- strażnik Stanisław Malicki (635)
- strażnik Julian Garbacz (256)
- strażnik Konrad Liszowski (389)
- strażnik Henryk Herba (442)